# رامسس چهارم
رامسس چهارم سومین فرعون دودمان بیستم مصر باستان از پادشاهی نوین است. او در سن چهل سالگی به پادشاهی رسید و میان سال‌های ۱۱۵۵ تا ۱۱۴۹ پ. م. فرمانروایی کرد. او در گور کی‌وی۲ در دره پادشاهان به خاک سپرده شده‌است.

## تبار
در میان مصرشناسان اجماع بر این است که رامسس چهارم یکی از پسرهای رامسس سوم بوده‌است. پیش از این گمان بر این بود که مادر او ایسِت بوه‌است، با این حال نوشته‌های پاپیروسی به تازگی کشف‌شده نشان می‌دهند که به احتمال زیاد مادر او شهبانو تیتی بوده که در متون یاد شده از او به عنوان «دختر یک پادشاه، همسر یک پادشاه، و پسر یک پادشاه» نام برده شده. اگرچه جایگاه او در میان دیگر فرزندان رامسس سوم معلوم نیست، بیشتر کارشناسان او را پنجمین پسر رامسس سوم می دانند.